# Fiodor Bakounine
Fiodor Alexeïevitch Bakounine (russe : Фёдор Алексеевич Бакунин), né le 2 mars 1898 dans le gouvernement de Kazan en Empire russe et décédé le 22 janvier 1984 à Krasnodar en URSS, est un major général de l'armée soviétique.

## Carrière
Bakounine sert brièvement dans l'armée impériale russe en 1917 et rejoint en 1919 l'armée rouge, combattant dans la guerre civile russe,. 
Il devient officier et, en 1938, il est nommé à la tête de la 11e division de fusiliers. Un an plus tard, Bakounine devient commandant du 2e corps de fusiliers, puis près d'un an plus tard, il prend le commandement du 61e corps de fusiliers. L'unité combat lors de la bataille de Smolensk après l'invasion allemande de l'Union soviétique. Bakounine dirige le corps pendant le siège de Moguilev, au cours duquel son unité est détruite. Il échappe à l'encerclement et devient professeur à l'académie militaire Frounze. 
À l'automne 1943, il reçoit le commandement adjoint du 10e corps de fusiliers et en mai 1944, le commandement du 63e corps de fusiliers,. Bakounine dirige le corps jusqu'en 1947, date à laquelle il prend sa retraite.